# Маријана Пахон
Маријана Пахон (шп. Mariana Pajón Londoño; Медељин, 10. октобар 1991) је колумбијска спортисткиња, олимпијска победница у BMX бициклизму. На Олимпијским играма 2012. године у Лондону носила је заставу Колумбија на церемонији отварања. Њена медаља била је друга златна медаља за Колумбију у историји олимпијског спорта. Светска првакиња постала је 2011. године у Копенхагену и 2014. у Ротердаму. Године 2011. такође је освојила титулу и на Панамеричким ирама у Гвадалахари. Олимпијску титулу одбранила је у Рио де Жанеиру 2016.